# 웰시컵

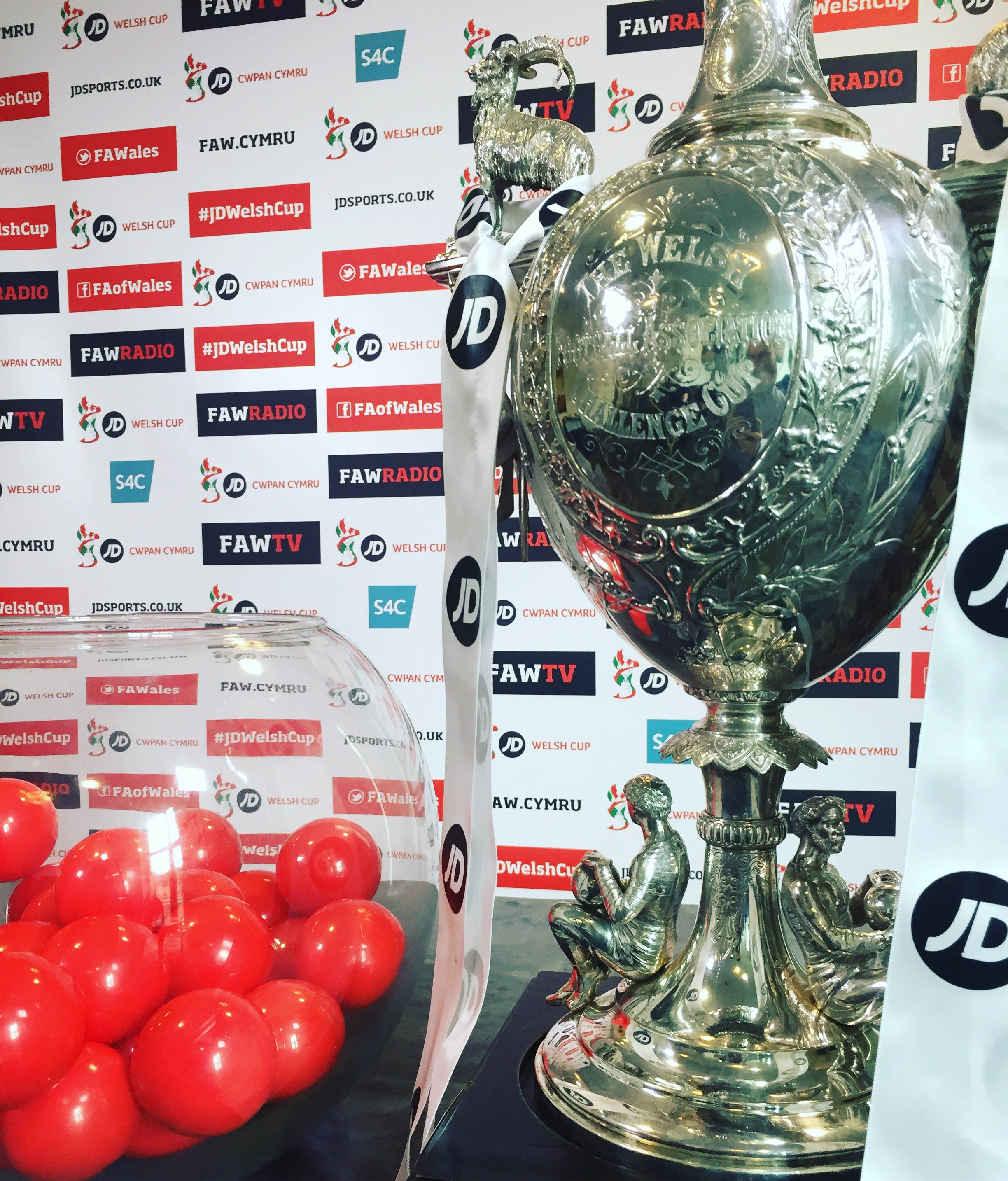
웰시컵 트로피

웰시컵(Welsh Cup)은 웨일스 축구 협회가 주관하는 축구 대회이다.